# Nikolaj Dubinin
Nikolaj Gennad'evič Dubinin (in russo: Николай Геннадьевич Дубинин, AFI: [nʲɪkɐˈɫaɪ̯ ɡʲɪˈnadʲɪ̯ɪvʲɪd͡ʑ dʊˈbinʲɪn]; Novošachtinsk, 27 maggio 1973) è un vescovo cattolico e religioso russo dell'ordine dei frati minori conventuali, dal 30 luglio 2020 vescovo ausiliare della Madre di Dio a Mosca e titolare di Acque di Bizacena.

## Biografia
È nato nel 1973 nella regione di Rostov (Russia meridionale).
Dopo aver iniziato la formazione nel 1993 nel Seminario maggiore riaperto in Russia, nel 1995 è entrato tra i francescani conventuali. Ha emesso la professione temporanea l'8 settembre 1995. Ha seguito gran parte della propria formazione francescana e sacerdotale in Polonia nelle case formative dell'Ordine. Il 3 ottobre 1998 ha professato i voti solenni. È stato ordinato sacerdote il 24 giugno 2000 a Mosca.
Trasferito in Italia negli anni 2002-2005 per specializzarsi in Liturgia presso l'Istituto di Liturgia Pastorale Santa Giustina di Padova, è vissuto e ha operato con i confratelli presso la parrocchia del Sacro Cuore di Gesù di Mestre, fino al 2017 affidata alla cura pastorale dell’Ordine Francescano dei Frati Minori Conventuali.
Nel 2005 è stato eletto Custode della Custodia Generale di San Francesco d'Assisi in Russia. Come tale ha guidato la presenza in Russia dei Frati Minori Conventuali fino al 2018.
Ha diretto anche la Casa Editrice Francescana a Mosca, e dal 2008 al 2013 è stato Vice Caporedattore dell'Enciclopedia Cattolica Russa. Dal 2006 ha insegnato Liturgia e Omiletica nel Seminario Maggiore Maria Regina degli Apostoli a San Pietroburgo. Ha presieduto la Conferenza Russa dei Superiori Maggiori (CORSUM) e la Commissione diocesana per la Catechesi e la Liturgia.
Il 30 luglio 2020 papa Francesco lo ha nominato vescovo ausiliare dell'Arcidiocesi della Madre di Dio a Mosca, assegnandogli la sede titolare di Acque di Bizacena. La sua nomina e ordinazione hanno ricevuto una certa attenzione da parte dei media del settore, soprattutto perché si tratta del primo vescovo cattolico effettivamente russo.
L'ordinazione episcopale è stata celebrata il 4 ottobre 2020, giorno di san Francesco, nella stessa Cattedrale cattolica di Mosca, in cui il giovane fra' Nikolaj aveva ricevuto l'ordinazione presbiterale venti anni prima. Consacrante principale era l'arcivescovo Paolo Pezzi, che guida l'arcidiocesi della capitale russa; co-consacranti i vescovi Joseph Werth, della Trasfigurazione a Novosibirsk, e Cyryl Klimowicz, di San Giuseppe a Irkutsk. Concelebravano circa cinquanta sacerdoti, provenienti dalle quattro diocesi cattoliche in cui è suddiviso il territorio russo.
Il nuovo vescovo risiede a San Pietroburgo: dall'arcivescovo Pezzi ha avuto incarico l'incarico di seguire la zona nord-occidentale e occidentale dell'arcidiocesi. Questa area include la “capitale del nord” e la regione circostante, tra cui importanti città come Novgorod la Grande e Pskov, e l'enclave baltica di Kaliningrad. Mons. Dubinin fa parte anche della Conferenza episcopale dei vescovi cattolici russi.

## Genealogia episcopale
La genealogia episcopale è:
- Cardinale Scipione Rebiba
- Cardinale Giulio Antonio Santori
- Cardinale Girolamo Bernerio, O.P.
- Arcivescovo Galeazzo Sanvitale
- Cardinale Ludovico Ludovisi
- Cardinale Luigi Caetani
- Cardinale Ulderico Carpegna
- Cardinale Paluzzo Paluzzi Altieri degli Albertoni
- Papa Benedetto XIII
- Papa Benedetto XIV
- Papa Clemente XIII
- Cardinale Enrico Benedetto Stuart
- Papa Leone XII
- Cardinale Chiarissimo Falconieri Mellini
- Cardinale Camillo Di Pietro
- Cardinale Mieczysław Halka Ledóchowski
- Cardinale Jan Maurycy Paweł Puzyna de Kosielsko
- Arcivescovo Józef Bilczewski
- Arcivescovo Bolesław Twardowski
- Arcivescovo Eugeniusz Baziak
- Papa Giovanni Paolo II
- Arcivescovo Tadeusz Kondrusiewicz
- Arcivescovo Paolo Pezzi, F.S.C.B.
- Vescovo Nikolaj Dubinin, O.F.M.Conv.